# Cyathea phalerata
Cyathea phalerata är en ormbunkeart som beskrevs av Carl Friedrich Philipp von Martius. Cyathea phalerata ingår i släktet Cyathea och familjen Cyatheaceae. Utöver nominatformen finns också underarten C. p. lheringii.